# Sforza

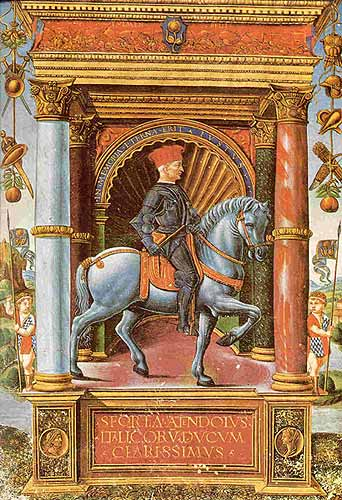
Imatge de Muzio Attendolo, fundador de la dinastia.

Els Sforza (en català Esforça), també coneguts amb el nom de Dinastia Sforza o Casa de Sforza, fou una família noble italiana del Renaixement que foren titulars del Ducat de Milà entre 1450 i 1535.

## Orígens
La dinastia fou fundada per Muzio Attendolo Sforza (1369-1424), anomenat "Sforza" (de l'italià sforzare, o "d'exercir la força"). Aquest fou un condottiero de la Romanya al servei de la Dinastia d'Anjou de Nàpols.
El seu fill Francesc I Sforza va governar Milà a la primera meitat del Renaixement, adquirint el títol de duc de Milà de l'extinta Dinastia Visconti el 1447. Al llarg dels anys aquesta família exercí de governants de la ciutat i del seu ducat cicundant, exercint en algunes èpoques la tasca de dèspotes.
La família també va rebre la senyoria de Pesaro, sent noment senyor d'aquesta ciutat el segon fill de Muzi, Alexandre Sforza (1409-1473). Els Sforza de Pesaro van governar la ciutat fins al 1519, moment en què la mort de Galeàs Sforza deixà sense successors aquesta branca de la família. Els descendents del tercer fill de Muzio, Bòsio I Sforza (1411-1476), iniciaren així la branca de Santa Fiora.

## Governants

### Governants deMilà
- 1450-1466: Francesc I Sforza
- 1466-1476: Galeàs Maria Sforza
- 1476-1494: Joan Galeàs Sforza
- 1494-1500: Lluís Maria Sforza
- 1512-1515: Maximilià Sforza
- 1521-1535: Francesc II Sforza

### Governants dePesaro
- 1445-1473: Alexandre Sforza
- 1473-1483: Constanci Sforza
- 1483-1510: Joan Sforza
- 1510-1512: Constanci II Sforza
- 1512-1513: Galeàs Sforza

## Genealogia
```
Muzio Attendolo
, anomenat "Sforza"
|
+-
Francesc I
 (
1401
-
1466
), casat amb 
Blanca Maria Visconti
 
1450
-
66

| |
| +-
Galeàs Maria
 (
1443
-
1476
), 
1466
-
76

| | |
| | +-
Caterina Sforza
 (
1463
-
1509
)
| | |
| | +-
Blanca Maria
 (
1472
-
1510
), segona esposa de l'
emperador
 
Maximilià I

| | |
| | +-
Anna
 (
1473
-
1497
), casada amb 
Alfons I d'Este

| | |
| | +-
Joan Galeàs
 (
1469
-
1494
), casat amb 
Isabel de Nàpols
, 
1476
-
94

| | |
| | +-
Francesc (II)

| | |
| | +-
Bonna
 (
1494
-
1557
), segona esposa de 
Segimond I de Polònia

| |
| +-
Ascani
 (
1444
-
1505
), 
cardenal

| |
| +-
Ippolita Maria
 (
1446
-
1484
), casada amb 
Alfons II de Nàpols

| |
| +-
Lluís 
el Moro
 (
1451
-
1508
) 
1494
-
1500

| |
| +-
Maximilià
 (
1493
-
1530
), 
1512
-
15

| |
| +-
Francesc II
 (
1495
-
1535
), 
1521
-
35

| |
| +-
Joan Pau I
 (
1497
-
1535
), marquès de Caravaggio
|
+-
Alexandre
, primer senyor de 
Pesaro

| |
| +-
Constanci I

| |
| + 
Galeàs

| |
| +-
Joan
 (
1466
-
1510
), primer marit de 
Lucrècia Borja

| |
| +-
Constanci II

|
+-
Bòsio
```